# Morbus Perthes
Der Morbus Perthes ist eine orthopädische Kinderkrankheit. Die Ursache ist eine Durchblutungsstörung (Ischämie) und Absterben (Nekrose) von Knochengewebe im Hüftkopf. Die Kinder entwickeln Schonhinken, Knieschmerz und Hüftgelenksrotationseinschränkungen.
Der Morbus Perthes wurde 1910 von dem deutschen Chirurgen Georg Clemens Perthes entdeckt. Gleichzeitig erfolgten weitere Erstbeschreibungen durch Jacques Calvé in Frankreich und Arthur T. Legg in Amerika, weshalb im englischen Sprachraum auch der Begriff „Legg-Calvé-Perthes’ disease“ gebräuchlich ist.

## Synonyme
- Legg-Calvé-Perthes-(Waldenström-)Syndrom (LCP)
- Osteochondropathia deformans coxae juvenilis
- Coxa plana idiopathica
- juvenile Femurkopfnekrose
- idiopathische kindliche Femurkopfnekrose
- Maydl-Krankheit
- Malum deformans juvenilis coxae

## Vorkommen
Die Prävalenz beträgt ca. 1:1200. Die Erkrankung tritt überwiegend bei Jungen mit weißer Hautfarbe (diese sind etwa viermal häufiger betroffen als Mädchen) meist zwischen dem 5. und 9. Lebensjahr auf (selten auch noch bis zum Ende der Pubertät, aber auch schon mit 2 Jahren). Bei ca. 15 % der Kinder sind beide Seiten gleichzeitig betroffen.
Neben der Osteochondrosis dissecans ist der Morbus Perthes die häufigste aseptische Knochennekrose. Die Erkrankung ist mit einer jährlichen Inzidenz von fünf Fällen auf 100.000 Einwohner (genaue Daten für die Bundesrepublik fehlen) relativ häufig.

## Ursachen
Die Ursachen des Morbus Perthes sind noch weitgehend unbekannt und so werden einige mögliche Ursachen diskutiert:
- Durchblutungsstörungen: Diskutiert werden evtl. vorliegende Gefäßfehlbildungen, die die Durchblutung des Hüftkopfes auch bei normalem Gefäßbett beeinträchtigen.
- hormonelle Dysregulation
- Druckerhöhung im Knochen oder Gelenkraum
- genetische Faktoren: Hier wird eine multifaktorielle Vererbung vermutet. Besonders direkte Verwandte (z. B. Geschwister) tragen ein deutlich erhöhtes Risiko

Beim Morbus Perthes handelt es sich um eine wahrscheinlich durch Durchblutungsstörungen hervorgerufene Erkrankung des Hüftkopfes im Kindesalter. Im Frühstadium führt sie zu einer Gelenkreizung mit Gelenkergüssen, so dass eine Ähnlichkeit mit rheumatischen Erkrankungen besteht. Im weiteren Verlauf tritt regelhaft ein Zusammensintern der Hüftkopfkugel auf, oft verbunden mit einem seitlichen Auswandern aus dem Gelenkkugellager im Becken, auch Gelenkpfanne. Später kommt es zu einer bleibenden Verformung von Kopf und Pfanne mit einer entsprechenden Bewegungsstörung. Das Bein bleibt verkürzt. Der frühe Verschleiß des Hüftgelenkes ist vorbestimmt. Bei Kindern im Alter von 2 bis 12 Jahren muss beim Auftreten von Hüftschmerzen und -hinken, bei Schmerzausstrahlung ins Knie und Gehfaulheit an diese Erkrankung gedacht werden. Mit Röntgenaufnahmen lassen sich die knöchernen, aber nicht die knorpeligen Veränderungen des Hüftgelenkes erkennen.

## Typischer Verlauf im Röntgenbild

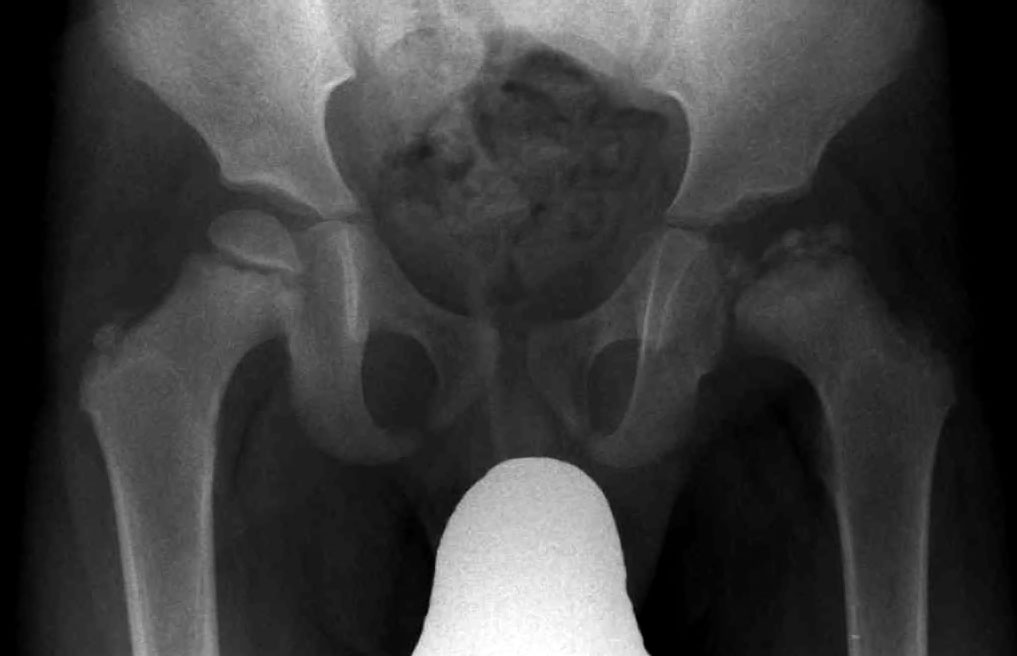
M. Perthes am linken Hüftgelenk (rechte Bildseite). Deutlich die Inhomogenität der Kopfepiphyse

- Initialstadium: Scheinbare Gelenkspaltverbreiterung im Hüftgelenk.
- Infraktionsstadium: Subchondrale Infraktionslamelle „Konturdoppelung“
- Kondensationsstadium: In diesem Stadium ist eine Verdichtung der Knochensubstanz zu erkennen.
- Fragmentationsstadium: Ein scholliger Zerfall der Hüftkopfepiphyse wird erkennbar, mit Abflachung und eventuell Querverbreiterung und Herausragen des Hüftkopfes aus der Pfanne.
- Reparationsstadium: Es kommt zur allmählichen Wieder-Verknöcherung des Hüftkopfes.
- Ausheilungsstadium: Die Umbauprozesse sind abgeschlossen, unter Umständen liegt eine Deformierung des Hüftkopfes vor, wenn es in der Reparationsphase zu Fehlbelastungen gekommen ist.

Dauer: Meist zwei bis vier Jahre, jedoch sind auch kürzere Verläufe möglich und längere von bis zu sechs oder acht Jahren.
Erste Zeichen sind Bewegungseinschränkung und/oder die Schmerzen im Hüft-/Kniebereich. Im Sonogramm wird ein Gelenkerguss diagnostiziert. Zusätzlich sind beginnende Veränderungen der Epiphyse vorne im Fragmentationsstadium zu erkennen. Veränderungen sind im Röntgenbild ab Infraktionsstadium erkennbar. Bei klinischem Verdachtsfall kann die Magnetresonanztomographie (MRT) die Erkrankung schon im Initialstadium entdecken.
Im Verlauf kommt es beim M. Perthes im Hüftgelenk zu einer Hüftkopfvergrößerung, die bis zu einer Inkongruenz der Hüftkopfkugel zum Gelenkkugellager im Becken führen kann. Beide Gelenkanteile können schwer deformiert werden. Man spricht von einem Containmentverlust. Deformitäten im Sinne eines Containmentverlustes (beginnend oder ausgeprägt) können operativ behandelt werden. Diese Operationen beinhalten eine Durchtrennung des Beckens (Beckenosteotomie nach Salter) oder des Oberschenkelknochens (Intertrochantäre varisierende Femurosteotomie), um die Kongruenz des Gelenkes wiederherzustellen. Die eingebrachten Implantate müssen wieder entfernt werden.
Die Bildgebung muss bei ausgeprägtem Befall oder erhöhtem Risiko der Kinder mindestens alle vier Monate wiederholt werden, bis das Regenerationsstadium erreicht ist. Danach ist keine weitere Deformierung zu erwarten, abgesehen von einem Trochanterhochstand. Dieser sollte durch eine Verödung der Wachstumsfuge im Wachstum gebremst werden, damit kein hinkendes Gangbild entsteht. Ob ein Röntgenbild oder die MRT eingesetzt werden, ist ebenfalls noch nicht einheitlich. Weiterhin ist eine Arthrographie zur Beurteilung des Containments möglich. Neuerdings gibt es auch Untersuchungen von der Containmentdiagnostik im Ultraschall im Vergleich zur MRT und Röntgen, welche eine gute Aussage über die Gelenksituation geben können.

## Diagnose
Es kommt zur Einschränkung in der Abspreiz- und Drehbeweglichkeit im Hüftgelenk, so dass es zu einem positiven Viererzeichen kommt. Die Innenrotation und Abduktion sind eingeschränkt, später auch die Beugung und Streckung. Schmerzen sind nicht zwingend vorhanden, können sich aber im Verlauf sowohl im Hüft- als auch im Kniebereich als Ruhe-, Belastungs- oder Anlaufschmerz entwickeln. Frühsymptome sind z. B. ein u. U. diskretes Schonhinken und/oder Lauffaulheit.
Im Röntgenbild lassen sich die oben genannten Veränderungen oft erkennen. Hierzu ist neben der Röntgen-Beckenübersicht immer auch eine 2. Ebene (axial, Lauenstein-Aufnahme) erforderlich
Als weiterführende Diagnostik wird meist eine Magnetresonanztomografie (MRT)-Untersuchung durchgeführt. Da die Initialphase meist nur wenige Wochen andauert, die Beschwerden sich aber häufig erst in der Kondensationsphase einstellen, kommt es auch erst dann zur Diagnose. Dann reichen Röntgenbilder in zwei Ebenen.

## Radiologische Risikozeichen
Die Risikozeichen weisen auf einen prognostisch eher ungünstigen Verlauf hin:
- Lateralisation des Hüftkopfes
- Beteiligung der Metaphyse
- Verkalkungsherd lateral der Epiphyse
- Horizontalstellung der Epiphyse
- Laterale Aufhellung im Bereich der Epiphyse (Gage-Zeichen)
- Höhenminderung der lateralen Anteile der Epiphyse "lateraler Pfeiler" (Herring-Zeichen)

## Differentialdiagnose
Die Differentialdiagnose sieht aus wie folgt:
- Coxitis fugax
- bakterielle Coxitis
- Jugendliche Hüftkopflösung (Epiphyseolysis capitis femoris)
- kongenitale Gelenkdysplasie
- Hypothyreose
- Tumore
- multiple epiphysäre Dysplasie
- spondyloepiphysäre Dysplasie
- Meyersche Dysplasie
- Tricho-rhino-phalangeale Dysplasie

## Therapie
Der zeitliche Verlauf lässt sich nicht beeinflussen. Die Erkrankungsdauer ist von der Ausprägung abhängig und kann von wenigen Monaten bis zum Abschluss der Erkrankung nach mehreren Jahren andauern. Bei der Therapie ist es das Ziel, den geschwächten Hüftkopf zu entlasten und das Auftreten von Deformierungen während der Reparation zu verhindern. Im Verlauf der Jahre wurden viele Möglichkeiten versucht, diese Ziele zu erreichen, es hat sich aber keine davon absolut durchgesetzt. Die Behandlungsstrategien unterscheiden sich oft regional.
Konservativ: Hierbei wird versucht, das Hüftgelenk zu entlasten bzw. es in eine Stellung zu bringen, die sich günstig auf eine Heilung auswirkt (sog. Containment).
- Thomasschiene (bewirkt nur Entlastung, führt laut einer Studie sogar zu einem erhöhten Druck im Hüftkopf. Diese Studie bezieht sich allerdings nur auf Messungen in einem Fall, bei einem Erwachsenen.)
- Mainzer Orthese (bewirkt Entlastung und Containment)
- Texas-Scottish-Rite-Orthese (bewirkt nur Containment, wird von den Entwicklern selbst nicht mehr angewandt[2])
- Beckenbeingipsverband in Abduktions- oder Entlastungsstellung (bewirkt Entlastung und Containment)
- Petrie Cast (nur Containment, der Hüftkopf wird voll belastet)
- Atlanta-Schiene (nur Containment, der Hüftkopf wird voll belastet)
- Snyder Sling (volle Entlastung, Gehen nur an Unterarmstützen möglich)
- Braadgips (volle Entlastung, Gehen nur an Unterarmstützen möglich)
- Unterarmgehhilfen (Krücken - garantieren keine Entlastung bei Falschanwendung)
- Rollstuhl

Beckengips und entlastende Orthesen werden heute seltener als früher angewendet. Es gibt Untersuchungen, nach denen Orthesen wie die Thomasschiene oder die Mainzer Schiene nicht zu einer vollständigen Entlastung führen, sondern durch die veränderte Gelenkstellung unter bestimmten Umständen zu einem erhöhten Druck im Bereich des Hüftgelenks.
Therapeutisch wichtig ist die Verminderung der Hüftbelastung, es sollte vermieden werden, zu springen oder hüpfen (Sportverbot). „Schritte reduzieren“ und die Verwendung von Gehstützen sind ebenso effektiv zur Verminderung des Drucks auf den Hüftkopf. Regelmäßige bildgebende Kontrollen sind nötig, um die Notwendigkeit einer Operation zu erkennen.
Trügerisch ist, dass die Kinder die Krankheit oft nicht hinreichend ernst nehmen, nämlich wenn sie schmerzfrei sind. Oft benutzen sie ihre Krücken dann nicht oder nicht richtig. Dies kann zu einer irreversiblen Deformierung des Hüftkopfs und später zu einer Coxarthrose führen.
Die chirurgische Therapie hat ebenfalls zum Ziel, auftretende Deformitäten zu vermeiden und die Gelenkkongruenz wiederherzustellen. Dabei spricht man von „Containment-Therapie“, da der Hüftkopf wieder vollständig von der Hüftpfanne überdacht und somit das Hüftgelenk rezentriert werden soll (contained hip):
- Beckenosteotomie nach Salter, zumeist in Verbindung mit einer
- intertrochantären Korrekturosteotomie z. B. als DVO (Derotations-Varisationsosteotomie) oder als DVEO (Derotations-Varisations-Extensionsosteotomie)
- Triple-Osteotomie in Kombination mit intertrochantärer Korrekturosteotomie

Dabei handelt es sich um relativ schwere Eingriffe, bei denen die Knochen durchtrennt werden müssen. Zum Teil wird auch nach solchen Operation weiter über längere Zeit eine Entlastung an Unterarmgehstützen, im Rollstuhl oder durch Orthesen gefordert.
Die Meinungen über den Sinn und den Erfolg der verschiedenen Behandlungsmethoden gehen sehr weit auseinander, gute vergleichende Studien existieren kaum, und retrospektive Studien sind wenig aussagekräftig mit divergierenden Ergebnissen. Es findet sich auch eine große Uneinheitlichkeit der Behandlungsmethoden in einzelnen Ländern.
Eine notwendige psychosoziale Betreuung der Kinder und der Eltern fehlt häufig. Dementsprechend wichtiger werden Selbsthilfegruppen, in denen insbesondere Alltagsprobleme diskutiert und Erfahrungen ausgetauscht werden können, etwa zum Umgang mit Hilfsmitteln im Alltag und zur Reaktion darauf, dass man „angestarrt“ wird.

## Entwicklung der Perthes-Behandlung

### Konservative Therapie
| Dekade | Typische Behandlung / Vorgehensweise         |
| ------ | -------------------------------------------- |
| 1920er | keine Behandlung                             |
| 1930er | Patienten wurde dauerhaftes Liegen verordnet |
| 1940er | unbelastetes Laufen                          |
| 1950er | keine einheitliche Behandlung                |
| 1960er | Eindämmung durch Orthese                     |

### Chirurgische Behandlung
- 1932 Bohren von Schenkelhals und Epiphyse
- 1966 Kürettage des Hüftkopfs und Spongiosaplastik
- 1966 Kortikalisknochen Pflock in Schenkelhals
- 1965 Intertrochantäre varisierende außenrotierende Umstellungsosteotomie des Oberschenkels
- 1973 Iliaca-Osteotomie nach Salter[3]

## Prognose
Die Prognose hängt vor allem vom Ausheilungsergebnis ab. Dieses wird nach Wachstumsabschluss in der Klassifikation nach Stulberg in fünf Gruppen unterteilt, je nachdem, wie sphärisch der Hüftkopf ist und inwiefern er kongruent zur Hüftpfanne passt. Darauf haben unter anderem Schwere der Femurkopfnekrose und ein spätes Erkrankungsalter einen wesentlichen Einfluss.
In einer multizentrischen Langzeitstudie an 56 nicht-operativ behandelten Kindern mit 58 betroffenen Hüftgelenken zeigte sich nach mittleren 20,4 Jahren, dass Schmerzen, Arthrose und zunehmende Einschränkungen sehr häufig waren. 76 % berichteten über mindestens gelegentliche Hüftschmerzen, mit 39 %, die tägliche oder mehrfach wöchentliche Schmerzen angaben. Bereits in 3 Fällen war eine Hüft-Prothese implantiert worden, 44 % zeigten mäßige bis schwere und 30 % leichte Arthrosezeichen im Röntgenbild. Bei 31 von 56 bestand ein vorderes femoro-acetabuläres Impingement, weitere 18 Patienten wiesen ein laterales und 14 Patienten ein posteriores Impingement auf, das deutlich mit Schmerzen assoziiert war. Eine Coxa magna, also ein übergroß ausgebildeter Hüftkopf, fand sich in 70 %. Da diese Studie nur an Patienten nach konservativer Behandlung durchgeführt wurde, sind keine Aussagen zum Langzeitergebnis nach operativer Therapie möglich, noch, welche Therapie bessere Ergebnisse zeigt. Jedoch ist das Ausheilungsergebnis nach Stulberg ein guter Prädiktor für spätere Hüftprobleme und eine vorzeitige Arthrose. Sowohl Arthrosezeichen (als Tönnis-Grad 2 oder 3) als auch gelegentliche Schmerzen und Coxa magna waren umso häufiger, je schlechter das Ausheilungsergebnis nach der Stulberg-Klassifikation war:
- I. Stulberg und II: 61 % Schmerzangabe, 52 % Coxa magna, 22 % Arthrose
- I. I. I. Stulberg: 89 % Schmerzangabe, 76 % Coxa magna, 61 % Arthrose
- Stulberg IV oder V: 85 % Schmerzangabe, 92 % Coxa magna, 62 % Arthrose

### Grundlagen - Erstbeschreibungen
- J. Calvé: Sur une forme particulière de pseudocoxalgie greffée sur déformation caractéristiques de l’extrémité supérieure du fémur. In: Revue de chirurgie. 30/1910, S. 54–84.
- A. Legg: An obscure affection of the hip joint. In: Boston Medical and Surgical Journal. 162/1910, S. 202–204.
- G. Perthes: Über Arthritis deformans juvenilis. In: Deutsche Zeitschrift für Chirurgie. 107/1910, S. 111–117.

### Wichtige Klassifikationen
- A. Catterall: The natural history of Perthes’ disease. In: Journal of Bone and Joint Surgery. British Volume. 53/1971, S. 37–53.
- E. J. Eyring, D. R. Bjornson, C. A. Petersen: Early diagnostic and prognostic signs in Legg-Calvé-Perthes disease. In: The American Journal of Roentgenology. 92/1965, S. 382–387.
- J. A. Herring, B. Jeffrey, J. J. Williams, J. S. Early, R. H. Browne: The lateral pillar classification of Legg-Calvé-Perthes disease. In: Journal of Pediatric Orthopaedics. 12/1992, S. 143–150.
- R. B. Salter, G. Thompson: Legg-Calvé-Perthes disease. The prognostic value of the subchondral fracture and a two group classification of the femoral involvement. In: Journal of Bone and Joint Surgery. American Volume. 66/1984, S. 479–489.
- S. D. Stulberg, D. R. Cooperman, R. Wallenstein: The natural history of Legg-Calvé-Perthes disease. In: Journal of Bone and Joint Surgery. American Volume. 63/1981, S. 1095–1108.